# Arrondissement Forbach-Boulay-Moselle
Arrondissement Forbach-Boulay-Moselle (fr. Arrondissement de Forbach-Boulay-Moselle) je správní územní jednotka ležící v departementu Moselle a regionu Grand Est ve Francii. Člení se dále na osm kantonů a 169 obcí. Vznikl 1. ledna 2015 sloučením arrondissementů Forbach a Boulay-Moselle.

## Kantony
- Boulay-Moselle
- Bouzonville (část)
- Faulquemont (část)
- Forbach
- Freyming-Merlebach
- Saint-Avold
- Sarralbe (část)
- Stiring-Wendel